# Готшалк фон Падберг
Готшалк фон Падберг (на немски: Gottschalk von Padberg; † пр. 1290) от фамилията фон Падберг, е господар на замък Падберг при Марсберг в Северен Рейн-Вестфалия.

## Произход
Той е най-големият син на рицар Йохан фон Падберг († 1248) и съпругата му Ерментруд фон Билщайн († пр. 1231). Внук е на Готшалк фон Падберг († сл. 1221) и Гизела фон Оезеде, дъщеря на Видекинд фон Оезеде († сл. 1191). Брат е на Детмар фон Падберг († сл. 1246), Йохан фон Падберг († сл. 1278) и Юта фон Падберг († сл. 1286), омъжена за Екберт I фон Шпигел († сл. 1295).

## Фамилия
Готшалк фон Падберг се жени за Илиана фон Хорхузен (* пр. 1268; † 1284), дъщеря на рицар Фридрих фон Хорхузен († сл. 1273) и Аделе фон Грове-Хамелшпринге, дъщеря на Конрад III фон Грове-Хамелшпринг († пр. 1266). Те имат седем деца:
- Фридрих фон Падберг († сл. 1336), женен за Луция фон Щромберг († сл. 1320)
- Аделе фон Падберг († сл. 1292)
- Ерментруд фон Падберг († пр. 1292)
- Йохан фон Падберг († пр. 1292)
- Готшалк VII фон Падберг († сл. 1338), рицар, женен за Луция фон Плетенберг
- Адолф фон Падберг († сл. 1307)
- Вернер фон Падберг